# Île Ebey
L'île Ebey est une île de l'État de Washington dans le comté de Snohomish, aux États-Unis, appartenant administrativement à Everett.

## Description
Elle s'étend sur environ 7,5 km de longueur pour une largeur d'un peu plus de 4,3 km. Sur les 5 km2 qu'elle occupe, 1,7 km2 sont consacrés à la forêt et le reste à des prairies. Il s'agit d'une zone protégée et l'accès au public est limité.
Elle est traversée par la U.S. Route 2.